# Grupa permutacji
Grupa permutacji – grupa wszystkich permutacji ustalonego zbioru skończonego z działaniem składania pełniącym rolę działania grupowego (i tożsamością jako elementem neutralnym; element odwrotny dany jest jako permutacja odwrotna). Rząd (tj. liczba elementów) grupy permutacji zbioru {\displaystyle n}-elementowego wynosi {\displaystyle n!} (zob. silnia).
Grupy permutacji były punktem wyjścia teorii grup: zaczęto je badać w związku z poszukiwaniem ogólnych rozwiązań równań algebraicznych. Grupy symetryczne o więcej niż dwóch elementach nie są przemienne (abelowe), a o więcej niż czterech elementach nie są rozwiązalne: zgodnie z teorią Galois jest to powód, dla którego równania algebraiczne stopnia większego niż cztery nie mają rozwiązań ogólnych (tzw. twierdzenie Abela-Ruffiniego).
Ogólnie każdą grupę można rozumieć jako grupę permutacji elementów zbioru, na którym została określona (tzw. twierdzenie Cayleya): w związku z tym wszystkie wyniki dotyczące grup permutacji dotyczą również dowolnych grup skończonych.

## Nazewnictwo i oznaczenia
Grupy permutacji bywają nazywane również grupami symetrycznymi, choć termin ten należy raczej traktować ogólnie; niektóry autorzy „grupami permutacji” nazywają podgrupy właściwe grupy symetrycznej (tu: wszystkich permutacji danego zbioru). Niekiedy używa się również nazwy grupa bijekcji (funkcji wzajemnie jednoznacznych), jednak zwykle nazwa ta odnosi się do grup przekształceń dowolnych zbiorów (w tym nieskończonych).
Zwykle grupy permutacji zbioru {\displaystyle n}-elementowego oznacza się symbolem {\displaystyle S_{n};} grupy bijekcji zbioru {\displaystyle X} oznaczane są często {\displaystyle \mathrm {S} (X),} choć stosuje się też inne oznaczenia, np. {\displaystyle \mathrm {Bij} (X)}, {\displaystyle \mathrm {Sym} (X)} dla grup bijekcji, czy {\displaystyle \Sigma _{n},} {\displaystyle \Pi (n)} dla grupy permutacji.

## Przykłady
Jeśli {\displaystyle X=\varnothing } jest zbiorem pustym, to istnieje jedno trywialne uporządkowanie tego zbioru: {\displaystyle \varnothing \to \varnothing } (permutacja pusta). Gdy {\displaystyle X=\{x\}} jest zbiorem jednoelementowym, to grupa permutacji znowu zawiera wyłącznie tylko permutację trywialną {\displaystyle (x)\mapsto (x).} Jeżeli {\displaystyle X=\{a,b\}} jest zbiorem dwuelementowym, to istnieją tylko dwie permutacje tego zbioru: {\displaystyle (a,b)\mapsto (a,b)} (tożsamość) oraz {\displaystyle (a,b)\mapsto (b,a)} (transpozycja).